# Теорије завјере о држављанству Барака Обаме
Теорије завјере о држављанству Барака Обаме, појавиле су се током кампање Барака Обаме за изборе за предсједника 2008. трајале су током његовог мандата, а и након њега. У вијестима се обимно извјештавало о његовим вјерским склоностима, мјесту рођења и појединцима који доводе у питање његово вјерско увјерење и држављанство, који су на крају постали познати као „покрет рођених“, под којим је именом заступљен у медијима. Покрет је тврдио да Обама не испуњава услове да буде предсједник Сједињених Држава јер није рођени држављанин САД како то захтијева члан 2 Устава. Теорије завјере су углавном развијали конзервативци и републиканци, као и расисти.
У теоријама, тврдило се да је Обамин објављени родни лист фалсификат и да његово стварно мјесто рођења нису Хаваји већ Кенија. Друге теорије су тврдиле да је Обама постао држављанин Индонезије у дјетињству, чиме је изгубио америчко држављанство. Неки су тврдили да он није рођени амерички држављанин јер је рођен као двојни држављанин (британски и амерички). Бројни политички коментатори окарактерисали су ове различите тврдње као расистичку реакцију на Обамин статус као првог афроамеричког предсједника Сједињених Држава.
Те тврдње су промовисали маргинални теоретичари, који су названи „рођени“, укључујући бизнисмена, телевизијску личност и каснијег Обаминог насљедника на мјесту предсједника — Доналда Трампа. Неки теоретичари су тражили судске пресуде како би Обаму прогласили неподобним да преузме дужност или да би одобрили приступ разним документима за које су тврдили да подржавају такву неподобност; ниједан од тих покушаја није успио. Неки политички противници, посебно у Републиканској странци, изражавали су скептицизам у вези са Обаминим држављанством или нису били вољни да га признају; неки су предложили закон који би од предсједничких кандидата захтијевао да доставе доказ о подобности.
Теорије су опстајале упркос томе што је Обама у предизборној кампањи 2008. издао његов званичан кратки образац хавајског извода из матичне књиге рођених, што је потврдило Министарство здравља Хаваја на основу оригиналних докумената, овјерене копије Обамине оригиналне Потврде извода из матичне књиге рођених која је објављена у априлу 2011. и истовремене објаве о рођењу објављене у новинама на Хавајима. Према анкетама које су спроведене 2010. (прије објављивања извода у априлу 2011.) око 25% одраслих Американаца рекло је да сумња да је Обама рођен у САД, а према истраживању Галупа у мају 2011. тај проценат је пао на 13% одраслих Американаца, од чега су 23% били републиканци. Пад је приписан Обамином издавању дугачког формулара у априлу 2011. године.

## Позадина

### Дјетињство Барака Обаме
Људи који изражавају сумњу у Обамину подобност или одбацују детаље о његовом дјетињству, често се неформално називају „рођенима“, термином који је паралелан са термином „истинити“, који се користи за присталице теорија завјере о 11. септембру.
Барак Обама је рођен 4. августа 1961. године у породилишту и гинеколошкој болници Капи олани у Хонолулуу, на Хавајима, од мајке Ен Данам из Вичите и оца Барака Обаме старијег, Луа из Кеније, који је похађао Универзитет на Хавајима. Обавјештење о рођењу Барака Обаме објављено је у часописима The Honolulu Advertiser 13. августа и Honolulu Star-Bulletin 14. августа 1961. године. У имиграционом досијеу Обаминог оца, такође пише да је Барак Обама рођен на Хавајима. Један од његових професора у гимназији, који је тада познавао његову мајку, рекао је да се сјећа да је чуо за дан његовог рођења.
Обамини родитељи су се развели 1964. Он је похађао вртић 1966. и 1967. након чега је ишао у основну школу Ноелани у Хонолулуу. Године 1967, његова мајка се удала за индонежанског студента — Лолоа Соетороа, који је такође похађао Универзитет на Хавајима, након чега се породица преселила у Џакарту. Тамо је Обама похађао католичку школу Светог Фрање Асишког, прије него што је прешао у државну школу — Основну школу Ментенг 01, елитну индонежанску јавну школу у Ментенгу. У Индонезији, звали су га „Бари”, понекад Бари Соеторо по презимену његовог очуха, а понекад Бари Обама по презимену његовог оца. Када је имао десет година, вратио се у Хонолулу да живи са бабом и дједом по мајци — Медлин и Стенлијем Данам и од 1971. године непрекидно живи у Сједињеним Државама.

### Поријекло теорије
Године 1991. Обамина књижевна агенција — Acton & Dystel, штампала је промотивну брошуру у којој је погрешно идентификовано мјесто рођења Обаме и навела да је он „рођен у Кенији, а одрастао у Индонезији и на Хавајима. Та грешка је касније укључена у биографију која је остала објављена на њиховој веб страници до априла 2007. Уредник брошуре је рекао да је ова нетачна информација, која није била широко откривена до 2012. године, била њена грешка и да није заснована ни на чему што је Обама дао њеној агенцији.
Теорије завјере о Обаминој религији појавиле су се током његове кампање у Сенату САД 2004. у саопштењу за штампу политичког кандидата из Илиноиса — Ендија Мартина, након чега су, према уреднику часописа Los Angeles Times, постале интернет гласине.
Од почетка марта 2008. године, гласине да је Обама рођен у Кенији, а затим пребачен на Хаваје, шириле су се на конзервативним веб страницама, уз наговјештај да би то дисквалификовало Обаму за мјесто предсједника. Присталице те теорије постали су заступљени у медијима као „покрет рођених“, (Birther). У априлу 2008. неке присталице Хилари Клинтон, шириле су анонимне ланчане мејлове понављајући те гласине, а међу њима је био и волонтер кампање из Ајове, који је отпуштен када се прича појавила. Ти и бројни други ланчани мејлови током предсједничких избора, ширили су лажне гласине о Обамином поријеклу, религији и изводу из матичне књиге рођених.
Дана 9. јуна 2008. године, Џим Герарти са конзервативне веб странице National Review Online, предложио је Обами да објави свој родни лист. Герарти је написао да би објављивање његовог извода из матичне књиге рођених могло да разоткрије неколико лажних гласина које круже интернетом, као што су гласине да је његово средње име првобитно било Мухамед, а не Хусеин, да га је његова мајка првобитно назвала Бари, а не Барак, да Барак Обама старији није био његов биолошки отац, као и гласине да он није рођен у САД.
У августу 2008. Филип Берг, бивши члан Демократског државног комитета Пенсилваније, поднио је неуспјешну тужбу против Обаме, у којој је наведено да је Обама рођен у Момбаси, у Кенији.
У октобру 2008. године, чланак у часопису NPR се односио на сенатора Барака Обаму који је рођен у Кенији. Такође тог мјесеца, кружили су анонимни мејлови у којима се тврдило да је новинска агенција Associated Press (АП) објавила да је Обама рођен у Кенији. Тврдње су биле засноване на причи АП која се појавила пет година раније у кенијском часопису The Standard. Веб сајт за провјеру гласина — Snopes.com, открио је да је наслов и уводну реченицу која описује Обаму као рођеног у Кенији и погрешно написано његово име додао кенијски часопис, као и да се не појављује у причи коју је објавио АП или у било којим другим савременим новинама које су пренијеле причу АП.
Године 2012. крајње десничарски сајт — Breitbart, објавио је копију промотивне књижице коју је штампала агенција Acton & Dystel 1991. године.

## Објављивање извода из матичне књиге рођених

### Кратки образац, 2008.
Дана 12. јуна 2008. из Обамине кампање, одговорили су на гласине о држављанству постављањем слике Обаминог извода из матичне књиге рођених на веб страници Fight the Smears.
Слика је скенирање ласерски штампаног документа добијеног од Министарства здравља Хаваја 6. јуна 2007. и сертификованог од стране државе Хаваји. То је „Потврда о живом рођењу“, која се понекад назива и скраћени образац извода из матичне књиге рођених и садржи мање информације од дужег „Сертификата о живом рођењу“, који Хаваји више не издају. Када је упитана о томе, портпаролка хавајског министарства здравља — Џенис Окубо, изјавила је да су Хаваји престали да издају дужи сертификат 2001. године. када су њихови подаци о рођењу стављени у електронске фајлове ради досљедног извјештавања и да због тога Хаваји немају ни кратке ни дуге обрасце извода. „Евиденција живог рођења“, која је дјелимично писана руком, а дјелимично откуцана, направљена је и поднесена 1961. године када је Обама рођен, а налази се у увезаној свесци у ормарићу за документе на првом спрату Министарства здравља Хаваја. Документ је коришћен за креирање електронске евиденције, а државни званичници су га више пута прегледали од почетка контроверзе.
Приликом објављивања сертификата, Обамина веб страница објавила је: „гласине заправо нису о том комаду папира, већ о манипулисању људима да помисле да Барак није амерички држављанин.“ Кампања је такође обезбиједила копију документа за блог Daily Kos. Позивајући се на објављивање кратког обрасца извода, колумниста часописа National Review, Џим Герарти, 12. јуна 2008. написао је:
Овај документ је оно што је њему или некоме кога је он овластио, држава дала ван своје евиденције. Изузимајући неку огромну завјеру у Министарству здравља Хаваја, нема разлога да се мисли да би његов [оригинални] извод из матичне књиге рођених имао другачије податке.
И поред објављивања кратког извода, теорије завјере нису нестале. Чести аргументи оних који су доводили у питање Обамину подобност односили су се на чињеницу да он првобитно није објавио копију свог „оригиналног” или „дужег обрасца” извода из матичне књиге рођених, већ верзију „кратког обрасца” која није укључивала све информације које садржи Извод из матичне књиге рођених на Хавајима из 1961. Тврдило се да употреба израза „потврда о живом рођењу“ на првом документу значи да није еквивалентна „изводу из матичне књиге рођених“. Те аргументе су више пута оспориле медијске истраге, сваки правосудни форум који се бавио тим питањем, као и званичници хавајске владе, међу којима је постигнут консензус да је документ који је објавила Обамина кампања његов званични родни лист. Директор Стејт департмента за људско здравље објавио је: „држава има оригинални извод из матичне књиге рођених сенатора Обаме у евиденцији у складу са државним политикама и процедурама“, као и: „кратак облик је „prima facie“ доказ о чињеници рођења у било ком судском поступку.“

#### Одбијање од стране теоретичара завјере
Објављивање сертификата 2008. године довело је до нових питања. Тврдило се да је сертификат дигитално фалсификован у програму Adobe Photoshop и да нема печат државе, што их је навело да захтијевају да Обама објави свој оригинални извод из 1961. године. Џером Корси, аутор књиге Нација Обама: љевичарска политика и култ личности, у интервјуу за телевизију Fox News изјавио је: „кампања има лажни, фалсификовани извод из матичне књиге рођених објављен на њиховој веб страници... Показало се да има водене жигове из програма Photoshop. То је лажни документ који се тренутно налази на веб страници, а оригинални извод из матичне књиге рођених кампања одбија да пружи.“ Тај став су одбацили уредници сајта FactCheck.org, који су прегледали штампану копију потврде о живом рођењу, објављену од стране Обамине кампање, након чега су објавили:
Уредници сајта FactCheck су сада видјели, додирнули, прегледали и фотографисали оригинални извод из матичне књиге рођених. Закључујемо да испуњава све услове Стејт департмента за доказивање држављанства САД. Тврдње да документу недостаје подигнути печат или потпис су лажне. Поставили смо фотографије у високој резолуцији документа као „пратећа документа“ за овај чланак. Наш закључак: Обама је рођен у САД, као што је увијек говорио.
Корси је наставио да сумња у Обамин родни лист све до марта 2019. У интервјуу за CNN, изјавио је: „желим да видим оригиналне записе рођених из 1961. из Кеније, то ће ријешити проблем... Држава Хаваји неће да покаже те записе било коме“. Корсијев адвокат — Лари Клајман, током истог интервјуа, рекао је: „извод из матичне књиге рођених користи ријеч ‚Афроамериканац‘ 1961. године.“

#### Одговор Министарства здравља Хаваја
Директор Одјељења за здравство Хаваја — Чијоме Фукино, издала је саопштење у којем је потврдила да држава држи Обамин „оригинални извод из матичне књиге рођених у евиденцији у складу са државним политикама и процедурама“. Она је истакла да је било бројних захтјева за издавање званичног извода из матичне књиге рођених, али да је одјељењу државним законом забрањено да га изда „особама које немају опипљив интерес у виталном досијеу“, изјавивши: „ниједан државни званичник, укључујући гувернерку Линду Лингл, никада није дао инструкције да се овим виталним записима рукује на начин другачији од било којег другог виталног досијеа у посједу државе Хаваји.“
Према вебсајту TVNewser, истраживачи телевизије CNN су 2009. године изјавили да оригинални извод из матичне књиге рођених више не постоји, пошто су Хаваји 2001. године одбацили све папирне матичне књиге рођених, а потврда живорођених је била званична копија. У супротности са тим извјештајем, Џенис Окубо, службеница за јавно информисање у Министарству здравља Хаваја, рекла је: „ми не уништавамо виталне записе.“ Директор Министарства здравља је изјавио:
Ја, др. Чијоме Фукино, директор Државног одјељења за здравство Хаваја, видјела сам оригиналну виталну документацију коју води Министарство здравља Хаваја и потврђује да је Барак Хусеин Обама рођен на Хавајима и да је рођени амерички држављанин. Немам више ништа да додам овој изјави или мојој првобитној изјави издатој у октобру 2008. године, прије више од осам мјесеци.
Џошуа Виш, портпарол канцеларије државног тужиоца Хаваја, изјавио је 2011. да је оригинални „дуги образац” извода из матичне књиге рођених, који су хавајски званичници описали као „потврда о живом рођењу”, а који се чува у архиви Министарства здравља Хаваја, досије Министарства здравља и не може се дати никоме, укључујући предсједника Обаму. Виш је додао да државни закон не дозвољава фотокопирање таквих записа.

### Дуги образац, 2011.
Обама је 22. априла 2011. затражио од Лорете Фади, директорке Одјељења за здравство Хаваја, овјерене копије његовог оригиналног увјерења о живом рођењу („дуги извод из матичне књиге рођених“). Уз писмо је био писмени захтјев Џудит Корли, Обаминог личног савјетника, којим се тражи одустајање од политике одјељења да издаје само компјутерски генерисане сертификате. Корли је истакла да би одобравање изузећа ослободило одјељење терета поновљених испитивања предсједникових матичних књига.
Дана 25. априла 2011, Фади је одобрила захтјев и присуствовала је процесу копирања пошто је регистар здравственог одјељења издао овјерене копије. Истог дана, Корли је лично посјетила сједиште одјељења у Хонолулуу, како би платила потребну таксу у Обамино име и примила двије тражене овјерене копије оригиналног извода из матичне књиге рођених, пропратно писмо од Фади које потврђује аутентичност истих и признаницу за накнаду за обраду. Фади је рекла да је одобрила изузетак од своје уобичајене политике издавања само компјутерски генерисаних копија на основу Обаминог статуса, у настојању да избјегне текуће захтјеве за извод из матичне књиге рођених.
На дан 27. априла 2011. године, запослени у Бијелој кући дали су новинарима копију сертификата и поставили PDF слику сертификата на веб сајт Бијеле куће. Сертификатом су поново потврђене информације из званичног кратког обрасца објављеног 2008. године и пружене су додатне информације, као што је назив болнице у којој је рођен, што је потврдило Министарство здравља Хаваја.

#### Одбијање од стране теоретичара завјере
Тврдња коју је изнио агрегатор вијести — Drudge Report, да је новообјављени документ био фалсификат направљен помоћу софтвера за уређивање слика брзо се проширила интернетом. Нејтан Гоулдинг, главни технолошки службеник часописа , одбацио је питање „слојевитих компоненти“ пронађених у PDF формату у Бијелој кући, објавивши: „онај ко је скенирао извод из матичне књиге рођених на Хавајима заборавио је да искључи OCR поставку на скенеру. Потврдио сам да скенирање слике, претварање у PDF, оптимизација тог формата, а затим отварање у Illustrator, заправо ствара слојеве сличне ономе што се види у PDF изводу из матичне књиге рођених. Можете покушати сами код куће.“

#### „Показивање папира“
Голди Тејлор, коментатор афроамеричког новинског сајта TheGrio, окарактерисао је захтјев да Обама достави свој родни лист као еквивалент томе да неко њега натјера да „покаже своје папире“, као што су црнци некада морали да ураде према законима Џима Кроуа. Социолог Метју Хјуи, навео је многе тврдње као доказ расне „другости“ Обаме против спајања субјекта Бијелих англосаксонских протестаната (ВАСП) као идеалног и аутентичног америчког грађанина.

## Теорије

### Рођен у Кенији
Неки противници Обамине подобности за предсједника, тврдили су да је рођен у Кенији и да због није рођен као држављанин Сједињених Држава, а расправљало се о томе да ли би чињеница да је рођен ван САД поништила његово америчко држављанство. Политички коментатор из часописа Los Angeles Times — Ендру Малколм, написао је да ће Обама и даље имати право да се кандидује за предсједника, без обзира гдје је рођен, јер му је мајка била америчка држављанка, изјавивши: „Обамина мајка је могла да буде на Марсу када се мали Бари појавио и он би и даље био Американац.“ Професор права са универзитета UCLA — Евгениј Волох, рекао је да у хипотетичком сценарију да је Обама рођен ван САД, он не би био рођени грађанин, пошто би тада важећи закон захтијевао да Обамина мајка буде у САД најмање пет година после 14. године, али Ен Данам је имала три мјесеца мање од свог 19. рођендана када је Обама рођен. Он је касније објавио да је погрешно тумачио закон.

#### Верзија догађаја Обамине маћехе по оцу
Према једној теорији, маћеха његовог оца — Сара Обама, рекла је анабаптистичком бискупу — Рону Мекреју, у снимљеном трансатлантском телефонском разговору да је била присутна када је Обама рођен у Кенији.
Новине McClatchy, дале су објашњење како је почела прича о Обаминој маћехи. Трака је прекинута усред разговора, прије одломка у коме она појашњава своје значење: „‚Обама није рођен у Момбаси. Он је рођен у Америци‘, каже преводилац после разговора са женом... Други одговор касније каже: ‚Обама на Хавајима. Хаваји. Она каже да је рођен на Хавајима‘.“
Сара Обама, у интервјуу за Chicago Tribune 2007. године, изјавила је да је шест мјесеци након што су се Барак Обама старији и Ен Данам вјенчали, добила писмо у свом дому у Кенији у којем је најављено рођење Барака Обаме II, који је рођен 4. августа 1961. године.
У интервјуу у јуну 2012. у њеном дому у Кенији, Сара Обама је упитана: „Неки људи желе да вјерују да је предсједник рођен у Кенији. Да ли су вам ти људи икада сметали или тражили његов родни лист?“ Она је одговорила: „Али Барак Обама није рођен у Кенији.“

#### Лажни кенијски извод из матичне књиге рођених
Дана 2. августа 2009. године, Орли Таиц је објавила и приложила судским документима наводни кенијски извод из матичне књиге рођених за који јае рекла, да би, ако буде потврђен и доказан да је оригиналан, значајно сузио и скратио период откривања и предпретресне парнице у предмету тужбе Киз против Бовена, у којој су тужиоци тражили судски налог да Обама достави документацију да је рођени држављанин Сједињених Држава. Подносиоци правних папира, описали су документ као „неовјерену фотокопију у боји овјерене копије матичне књиге рођених“. Анализом је брзо откривено да је документ фалсификат; у њему је написано да га је издала „Република Кенија“, а таква држава још није постојала у вријеме рођења Обаме, јер је Кенија била британска колонија до 1963. године. Такође, аналитичари су навели да је Мумбаса у то вријеме припадала Занзибару а не Кенији, као и да је село његовог оца било ближе Најробију него Мумбаси.
Након тога, откривени су докази да је наводни кенијски извод из матичне књиге рођених модификована верзија аустралијског извода из 1959. године који се налази на онлајн веб сајту за генеалогију. Сајт Washington Independent цитирао је анонимног блогера, који је преузео одговорност за фалсификат и објавио је четири фотографије које поткрепљују његову тврдњу.

### Није рођен на Хавајима
Упркос постојању Обамине потврде о „живом рођењу“ на Хавајима, адвокат Терија Лакина је, између осталог, тврдио да свако, укључујући и дјецу рођену у иностранству, може да добије хавајски сертификат о живорођености, тако да Обамино посједовање таквог сертификата не доказује да је рођен на Хавајима. Његове наводе да је то могло да се односи на Обаму, одбацила је Џенис Окубо, директорка за комуникације Министарства здравља Хаваја, изјавивши: „ако сте рођени на Балију, на примјер, могли бисте да добијете потврду од државе Хаваји да сте рођени на Балију. Нисте могли да добијете потврду да сте рођени у Хонолулуу. Држава мора да потврди такву чињеницу да би се појавила на сертификату." Такође, закон према којем су дјеца која су рођена у иностранству могла да добију хавајске изводе из матичне књиге рођених, није постојало све до 20 година након што је Обама рођен, док у Обамином објављеном изводу из матичне књиге рођених пише да су подаци о његовом рођењу забиљежени четири дана након његовог рођења 1961. и наводи се да је рођен у Хонолулуу.
Ипак, неки теоретичари тврде да подаци у изводу из матичне књиге рођених могу да буду засновани само на основу свједочења једног родитеља.
Дана 27. јула 2009. Фукино је објавила саопштење у којем је изричито навела да је видјела оригиналну евиденцију коју води Министарство здравља Хаваја и потврдила је да је Обама рођен на Хавајима и да је рођени амерички држављанин.
Џенис Окубо је о државној политици Хаваја о објављивању виталних записа, изјавила: „ако би нам неко из Обамине кампање лично дао дозволу и представио неку врсту потврде да је он или она био Обамин изабраник, могли бисмо да објавимо виталну евиденцију.“
Гласноговорник болнице у медицинском центру за жене и дјецу Капи олани, рекао је да је њихова стандардна процедура да ни не потврђују ни негирају да је Обама рођен тамо, „иако све информације говоре да је рођен у болници Капи олани“, позивајући се на савезну приватност закона.
Године 1961, обавјештења о рођењу Барака Обаме су објављена у часописима Honolulu Advertiser и Honolulu Star-Bulletin, 13. и 14. августа 1961. године, у којима је наведена кућна адреса Обаминих родитеља као аутопут 6085 Каланианаоле у Хонолулуу. Дана 9. новембра 2008. године, као одговор на бројне гласине, Advertiser је на свом веб сајту поставио снимак екрана најаве преузет из микрофилмоване архиве. Таква обавјештења је редовно слало Министарство здравља Хаваја новинама.
У уводнику објављеном 29. јула 2009. Honolulu Star-Bulletin је истакао да су колумне виталне статистике оба листа доступне на микрофилму у главној државној библиотеци, објавивши: „да ли су Државно министарство здравља и Обамини родитељи заиста били у договору да дају лажне информације новинама?“

### Изгубио држављанство Сједињених Држава
Теоретичари претпостављају да је Обама добио индонежанско држављанство (а самим тим можда изгубио америчко) када је тамо живио као дијете. Као покушај да се докаже да Обама више није амерички држављанин или да је имао двојно држављанство, неки тврде да се његов пут у Пакистан 1981. догодио у вријеме када је наводно постојала забрана да власници пасоша Сједињених Држава уђу у ту земљу, због чега би он њега захтијевали да користи пасош који није из САД. Чланак из часописа The New York Times и савјети америчког Стејт департмента о путовањима из 1981. јасно показују да је путовање у Пакистан од стране власника америчких пасоша било легално у то вријеме.
Првоаприлски лажни мејл кружио је интернетом почевши од 2009. У њему се лажно тврдило да се Обама пријавио на Западни колеџ под именом „Бари Соеторо“ и да је „страни студент из Индонезије“, како би добио Фулбрајтову стипендију, за коју је потребно да студент буде страни држављанин.

## Расправе око услова за „природно рођеног грађанина“
Према једној од теорија о Обаминој неподобности, без обзира на мјесто рођења, он не испуњава уставну дефиницију природно рођеног грађанина.
У Четрнаестом амандману на Устав Сједињених Држава пише: „Све особе рођене или натурализоване у Сједињеним Државама и које подлијежу њиховој јурисдикцији, су држављани Сједињених Држава...“ Професор права — Габријел Чин, изјавио је: „постоји споразум да ‚природно рођени грађани‘ укључују оне који су постали држављани рођењем према 14. амандману.“
Упркос том споразуму, двије сличне, али различите теорије тврде да се Обама, иако је рођен на Хавајима, не квалификује као „природно рођени грађанин“.

### Држављанство родитеља
Неки активисти, као што је Liberty Legal Foundation са сједиштем у Тенесију, тврдили су да је неопходно да оба родитеља буду држављани САД у тренутку рођења те особе, како би она била рођени грађанин у смислу члана II, одјељак 1. Устава САД. Они који су подржали ту теорију, тврде да пошто Обамин отац није био држављанин САД, Обама није могао да буде рођени грађанин и да због нема право да буде предсједник Сједињених Држава. Liberty Legal Foundation је цитирала пасус из одлуке о случају из 1875. године који је дошао пред Врховни суд САД – Мајнор против Хаперсета, у којем је суд изјавио: „нема сумње да су сва дјеца рођена у земљи чији су родитељи били грађани, рођени грађани те земље.“ Та правна теорија о Обаминој подобности била је неколико пута предмет судских парница, од којих је најпознатији предмет Анкени против гувернера државе Индијана 2008.

### Двојно држављанство са Уједињеним Краљевством
Други теоретичари, укључујући адвоката из Њу Џерсија Леа Донофрија, тврдили су да особа не може да буде рођени држављанин ако је по рођењу двојни држављанин. Они који су подржали ту теорију тврде да, пошто је Обамин отац био држављанин Уједињеног Краљевства и колонија у вријеме када је Обама рођен, онда је он рођен као двојни држављанин и због тога није рођени грађанин САД.

### Двојно држављанство са Кенијом
У августу 2008. године, часопис Rocky Mountain News објавио је чланак на интернету, у којем се тврди да је Обама и амерички и кенијски држављанин. Према њима, он је рођен као држављанин Уједињеног Краљевства и колонија (CUKC) према британском закону, на основу свог поријекла од оца који је био држављанин Кеније у вријеме када је Кенија била британска колонија, али је изгубио држављанство CUKC и постао кенијски држављанин када је Кенија стекла независност 1963. Критичари истичу да је Кенијски устав из 1963. забрањивао двојно држављанство у одраслом добу, због чега је Обама аутоматски изгубио своје кенијско држављанство на свој 23. рођендан 1984. године, пропустом да се званично одрекне сваког држављанства које није кенијско и да се закуне на вјерност Кенији. Rocky Mountain News се извинио због грешке и објавио исправку, али је наставио да подстиче онлајн гласине о Обаминој подобности за предсједника. Према Уставу Кеније, који је на снази од 2010. године, дозвољава се двојно држављанство, али се захтјева од оних који су изгубили кенијско држављанство прије 2010. да заврше процес регистрације да би га поново стекли.

## Поборници и заговорници
Један од највећих заговорника става да Обама можда неће бити подобан за предсједника био је Филип Берг, адвокат из Пенсилваније и теоретичар завјере о 11. септембру, који себе описује као „умјереног до либералног“ демократу, који је подржао Хилари Клинтон за предсједника. Један од заговорника је и Алан Киз, кога је Обама побиједио на изборима за амерички Сенат 2004. године у Илиноису, који је служио као дипломата за вријеме мандата Роналда Регана, а који је касније постао медијска личност и самопроглашени „конзервативни политички активиста“. Орли Таиц, калифорнијска зубарка и адвокат која је емигрирала из Совјетског Савеза у Израел, а затим у Сједињене Државе и има двојно америчко и израелско држављанство, називана је „матицом рођених“, јер је често доживљавају као лице покрета.
Други значајни заговорници су Енди Мартин, вишегодишњи кандидат који је „високо заслужан за почетак кампање сајбер шапата“ да је Обама тајни муслиман, као и Роберт Шулц, порески демонстрант и активиста који је поставио рекламе преко цијеле странице у часопису Chicago Tribune у децембру 2008. године, тврдећи да је Обама рођен у Кенији или да се касније одрекао држављанства САД. Лари Клајман, оснивач активистичких група Judicial Watch и Freedom Watch, изразио је сумњу у вези са Обаминим рођеним држављанством. Уставна партија, палеоконзервативна трећа страна, такође је водила кампању за објављивање оригиналног Обаминог сертификата дугог формата. У децембру 2008, Алекс Копелман, старији уредник часописа Salon, изјавио је за скоро све истакнуте људе који промовишу причу да Обама није имао право да буде предсједник, укључујући Џерома Корсија, Филипа Берга, Ендија Мартина и Роберта Шулца, да имају „историју завјереничке мисли“.
Веб сајт AmericaMustKnow.com, охрабрио је посјетиоце да лобирају код чланова колегијума изборника да гласају против Обамине потврде за предсједника и постану невјерни изборници. Изборници широм земље примили су бројна писма и мејлове у којима се тврди да је Обамин родни лист фалсификат и да је рођен у Кенији и траже да му се ускрати да буде предсједник. Неки од учесника онлајн кампања су координирали своје напоре са недељним конференцијским позивима, у којима су разговарали о најновијим вијестима и како да унаприједе причу.
Кампању је подржала конзервативна веб страница WorldNetDaily (WND), која је спонзорисала кампању писања писама Врховном суду. Оснивач сајта — Џозеф Фарах, написао је низ уводника у којима тврди да Обамину подобност треба потврдити. Они су покренули рекламну кампању, користећи електронске билборде, на којима је било написано „Гдје је извод из матичне књиге рођених?“
Водитељи ток шоу програма на радију — Мајкл Севиџ, Гордон Лиди, Брајан Сусман, Ларс Ларсон, Боб Грант, Џим Квин, Роуз Тенент, Барбара Симпсон, Марк Дејвис и Фред Гренди, промовисали су тврдње о неподобности у својим радио емисијама. Раш Лимбо, Шон Хенити и Лу Добс, такође су неколико пута помињали то питање у својим емисијама. Севиџ је, током епизоде своје национално синдициране радио емисије — The Savage Nation, рекао да се „спремамо за комунистичко преузимање Америке са неграђанином на челу.“
Неке познате личности су или промовисале тврдње о неподобности или су расправљали о њима. У августу 2009, глумац Чак Норис, иако није прихватио тврдње теоретичара, написао је отворено писмо Обами позивајући га да званично објави свој оригинални извод из матичне књиге рођених, написавши: „одбијање да објавите свој оригинални извод из матичне књиге рођених је неразумна политичка и лидерска одлука, која омогућава контроверзу ‚рођених‘.“ У децембру 2010. бејзбол играч Балтимор ориолса — Лук Скот, изјавио је у интервјуу на претраживачу Yahoo, да Обама „није рођен овдје“ и да његов родни лист никада није објављен.  је објавио да је у априлу 2011. током свог позоришног наступа Чарли Шин рекао: „за почетак, јебено сам рођен овдје, шта кажете на то? И добио сам доказ! Ништа није фотошоповано у вези мог извода из матичне књиге рођених.“
Марк Поток, из Јужњачког правног центра за сиромашне, изјавио је: „покрет рођених је стекао много сљедбеника на радикалној десници... усвојили су га најштетнији елементи“. Неки од тих „штетних елемената“ укључују бројне општепризнате групе бјелачких и неонацистичких група. Џејмс Венекер фон Брун, признати бијели расиста, који је оптужен као нападач у пуцњави у Меморијалном музеју Холокауста у Сједињеним Државама 10. јуна 2009. године, раније је постављао поруке на интернет у којима је оптуживао Обаму и медије да крију документе о његовом животу.
У марту 2017. године, након што Обама више није био предсједник, Малик Обама, његов полубрат по оцу, објавио је на друштвеној мрежи Twitter слику лажног кенијског извода из матичне књиге рођених, који је „разоткривен“ 2009. када је први пут представљен као дио једне од неуспјелих тужби које су оспоравале Обамину подобност.

### Доналд Трамп
Доналд Трамп је био истакнути промотер теорија завјере о рођењу Обаме. Према мишљењу критичара, то је подигло његов политички профил у годинама које су претходиле његовој успјешној кампањи за предсједника на изборима 2016. Према политиколозима — Џону Сајдесу, Мајклу Теслеру и Лин Ваврек, Трамп је „постао виртуелни портпарол покрета ‚рођених‘. Када је предложио да се кандидује за предсједника 2011. године, његова популарност је била концентрисана међу значајним удјелом републиканаца који су мислили да је предсједник Обама рођен у иностранству или да је муслиман или обоје.“
Године 2010. на наговор адвоката Доналда Трампа — Мајкла Коена, часопис National Enquirer је почео да промовише потенцијалну Трампову предсједничку кампању, а уз Коеново учешће, они су почели да доводи у питање мјесто рођења и држављанство Обаме.
У марту 2011. током интервјуа у телевизијском програму на мрежи ABC — „Добро јутро Америко“, Трамп је рекао да озбиљно размишља да се кандидује за предсједника, да је „мало“ скептичан према Обамином држављанству и да некога ко дијели ово мишљење не треба тако брзо одбацити као „идиота“, истакавши да сматра да је израз „рођени“ погрдан“. Он је такође изјавио: „у одрастању га нико није познавао“, што је тврдња коју је PolitiFact рангирао као Pants-on-Fire. Он је касније гостовао на ток шоуу Барбаре Волтерс — The View, гдје је неколико пута поновио да жели да Обама покаже свој родни лист, наводећи да је „на том изводу из матичне књиге рођених било нешто што се Обами не свиђа“. Његов коментар је водитељка Вупи Голдберг описала као „највећу гомилу псећег нереда коју сам чула последњих година“. У издању CNN Newsroom од 30. марта 2011. водитељка Сузан Малво је коментарисала Трампове изјаве, истичући да је снимила документарац због којег је отишла на Хаваје и разговарала са људима који су познавали Обаму док је био мали. У интервјуу за NBC TV, емитованом 7. априла 2011. године, Трамп је рекао да неће пустити то питање, јер није задовољан што је Обама доказао своје држављанство. Након што је Трамп почео да износи своје ставове у јавност, контактирао га је Џозеф Фарах са веб странице WorldNetDaily, који је наводно разговарао телефоном са Трампом сваког дана недељу дана, пружајући му „прајмер рођених“, одговоре на питања и савјете. Након што је Обама 27. априла 2011. објавио свој извод из матичне књиге рођених, Трамп је рекао: „заиста сам почаствован и заиста сам поносан што сам успио да урадим нешто што нико други није могао.“
Он је 24. октобра 2012. понудио да донира пет милиона долара у добротворне сврхе по Обамином избору у замјену за објављивање његових пријава за факултет и пасоша прије 31. октобра 2012. године.
На дан 16. септембра 2016. као предсједнички кандидат Републиканске партије, Трамп је признао да је „предсједник Барак Обама рођен у Сједињеним Државама“. Он је себи приписао заслуге што је прекинуо контроверзу, а такође је поновио тврдњу да је Хилари Клинтон, његова противкандидаткиња на америчким предсједничким изборима 2016. и један од Обаминих противника на предсједничким изборима 2008. из редова демократа, покренула полемику у вези са Обаминим мјестом рођења. Иако су они који су то урадили били присталице Клинтонове, нема доказа да је она или њена кампања доводила у питање Обамино мјесто рођења.

### Џо Арпајо
Истражитељима добровољцима који раде под руководством округа Марикопа у Аризони, шериф Џо Арпајо је тврдио да је Обамин родни лист компјутерски генерисан фалсификат. Одбацујући ову тврдњу, помоћник државног тужиоца Хаваја је у јулу 2012. изјавио: „предсједник Обама је рођен у Хонолулуу и његов родни лист је валидан... Што се тиче најновијих навода шерифа у Аризони, они су неистинити, дезинформисани и погрешно је протумачен закон Хаваја.“ Државни званичници Аризоне, укључујући гувернера Џен Бројер и државног секретара Кена Бенета, такође су одбацили Арпајове примједбе и прихватили валидност Обаминог извода из матичне књиге рођених.
Алекс Парин, уредник сајта Salon, написао је у вези са путовањем Арпајових људи на Хаваје у мају 2012: „мислим да смо одавно прошли тачку у којој бих ову причу сматрао вјеродостојном у измишљеном окружењу.“ У децембру 2016, Арпајо, који је тада имао 84 године и служио је шести мандат на мјесту шерифа, представио је „9 тачака фалсификата“, за које је рекао да доказују да дигитална слика Обаминог дугог обрасца извода из матичне књиге рођених није аутентична. Рекао је да ће своје доказе доставити савезним властима. Вестон Пипен, из часописа The Atlantic, назвао га је „последњим рођеним“, додавши да му је остала последња истрага коју треба да заврши на функцији шерифа.

### Метју Хил
Посланик Метју Хил, један од неколицине чланова Генералне скупштине Тенесија за кога су у то вријеме навели да је припадник покрета рођених, захтијевао је 2009. да новоизабрани предсједник Обама треба да буде приморан да Хилу и другим законодавцима државе Тенеси поклони овјерену копију свог хавајског родног листа.
Хил је интервјуисао заговорницу завјере — Орли Таиц, на Националној конвенцији религиозних емитера у Нешвилу за сегмент 10. фебруара 2009. који је емитован у подкасту радио мреже IRN/USA. Током емисије The Matthew Hill Show он је изјавио:
Рекли смо на овом програму много пута ... имали смо људе да зову и кажу зашто се зајебаваш са њим? А ја сам рекао: „видите, то је заиста једноставно. Ако је он амерички држављанин, онда приложи папире. Ако није амерички држављанин, шта ради? Он их крије.“ Крије их. Потребна нам је истина. документи отпечаћени. Морамо да знамо шта се дешава.

### Рој Мур
Кандидат за амерички Сенат и бивши предсједник Врховног суда Алабаме — Рој Мур, први пут је довео у питање Обамино држављанство 2008. године, а 2016. рекао је да не вјерује да је Обама природно рођени држављанин.

### Ричард Шелби
У фебруару 2009. године, новине из Алабаме — Cullman Times, објавиле су да је на састанку у градској скупштини, америчком сенатору из Алабаме — Ричарду Шелбију, постављено питање да ли има истине у гласинама да Обама није рођени грађанин, а према извјештају новина, Шелби је рекао: „па његов отац је био Кенијац и рекли су да је рођен на Хавајима, али нисам видио никакав родни лист. Морате да будете рођени у Америци да бисте били предсједник.“
Шелбијев портпарол је демантовао ту причу, али су новине остале при својој објави.

### Рој Блант
На дан 28. јула 2009. Мајк Старк је пришао конгресмену из Мисурија — Роју Бланту и питао га о теорији завјере да Барак Обама није рођени грађанин. Блант је одговорио: „оно што ја не знам је зашто предсједник не може да предочи извод из матичне књиге рођених. Не знам никог другог ко не може да га да. И мислим да је то легитимно питање. Нема здравствених картона, нема сертификат рођених.“ Његов портпарол је касније тврдио да је цитат извучен из контекста.

### Џен Шмит
Након што је 5. септембра 2009. одржала говор на скупу за слободу Гласа Америке у Вест Честеру у Охају, републиканска конгресменка — Џен Шмит, жени која је прокоментарисала да Обама није подобан за предсједника, одговорила је: „слажем се са вама. Али судови не.“ Њена канцеларија је накнадно одговорила да је видео снимак тог коментара „извучен из контекста“ и поновила да је њен став да је Обама грађанин САД.
Она је раније гласала за потврду гласања Изборног колегијума потврђујући његово предсједништво и рекла је да вјерује да је Обама држављанин САД.

### Нејтан Дил
У новембру 2009. године, тадашњи посланик — Нејтан Дил, на питање да ли вјерује да је Обама рођени амерички држављанин који има право да служи као предсједник, одговорио је: „придружујем се неколицини мојих колега у Дому у писаном писму предсједнику у којем се тражи да изда копију свог извода из матичне књиге рођених како бисмо могли да добијемо одговор на ово питање.“ О различитим судбинама Дила, који је побиједио на изборима за гувернера 2010. у Џорџији и бившег посланика демократа — Синтије Мекини, која је изгубила предизборе након што је подржала теорије завјере о 11. септембру, Дејвид Вајгел из часописа Slate, написао је: „утапање ножног прста у мочвару грознице рођених, није спријечило Дила да побиједи на предизборима широм државе.“

### Сара Пејлин
Током интервјуа од 3. децембра 2009. у радио ток шоу Растија Хамфриса, Хамфрис је питао Сару Пејлин да ли би Обамин извод из матичне књиге рођених поставила као питање у кампањи 2012. ако одлучи да се кандидује. Пејлин је одговорила: „мислим да јавност с правом још увијек прави проблем. Ја немам проблем са тим. Не знам да ли бих морала да се трудим да то буде проблем, јер мислим да чланови бирачког тијела и даље желе одговоре... Мислим да је то фер питање, баш као што мислим да је прошло удруживање и прошло гласање, све је то поштена игра. Кампања Макејн-Пејлин није урадила довољно добар посао у тој области.”
Након што су новинске организације и блогови објавили њен цитат, Пејлин је на својој страници на мрежи Facebook изјавила да гласачи имају право да постављају питања и да она никада није тражила од Обаме да покаже родни лист. Она је упоредила испитивање Обаминог извода из матичне књиге рођених са питањима која су постављена током предсједничких избора 2008. о њеном мајчинству за сина Трига. Ову аналогију критиковао је Марк Милијан из Лос Анђелес Тајмса, који је рекао: „није као да је Барак Обама водио радио емисију и назвао је лажницом беба.“

### Трејси Ман
Трејси Ман, кандидат који се кандидовао за Конгрес из Канзаса 2010. године, изјавио је на форуму кандидата да би Обама требало да објави свој родни лист како би се то питање ријешило. У радио интервјуу је рекао: „мислим да предсједник Сједињених Држава треба да изађе са својим папирима и покаже свима да је амерички држављанин и да једном заувијек стави ово питање у кревет.“ Као одговор, 21. јула 2010, The Hutchinson News, локални часопис из Хачинсона у Канзасу, повукао је своју подршку Ману, објавивши: „Ман доводи у питање држављанство предсједника Барака Обаме упркос доказима који су непобитни за већину објективних, рационалних људи – укључујући извод из матичне књиге рођених који је објавио државни секретар Хаваја и објаве о рођењу штампане у двије главне новине у Хонолулуу“. Ман је одговорио да је „разочаран и згрожен“ одлуком и да су погрешно разумјели његов став, изјавивши да није био заинтересован да се бави тим питањем у Конгресу и да никада није имао никаквог интереса да троши вријеме на то питање. Мана је на републиканским предизборима побиједио државни сенатор Тим Хуелскамп.

### Дејвид Витер
На састанку градске скупштине у Метарију, 11. јула 2010. сенатор Дејвид Витер је рекао: „ја лично немам пуномоћје да водим парницу на суду, али подржавам конзервативне правне организације и друге који би то изнијели на суд. Мислим да то је ваљана и највјероватније најефикаснија основа за то“. Његова кампања није дала додатне коментаре.

### Њу Гингрич
На дан 11. септембра 2010. бивши предсједник Представничког дома — Њут Гингрич, изјавио је да Обаму могу разумјети само људи који „разумију кенијско, антиколонијално понашање“. Иако он није дефинисао то понашање, секретар за штампу Бијеле куће — Роберт Гибс, оптужио га је да покушава да апелује на дио људи који не вјерују да је предсједник рођен у САД, изјавивши: „обично бисте очекивали боље од некога ко је држао мјесто предсједника Представничког дома, али погледајте, политичка је сезона и већина људи ће рећи било шта, а Њут Гингрич, искрено, ради то редовно.“

### Енди Мартин
У децембру 2010. Енди Мартин, тужилац у предмету Мартин против Линглеа и самопроглашени „краљ рођених“, најавио је своју кандидатуру да тражи републиканску номинацију за предсједника Сједињених Држава 2012. У фебруару 2011. његово планирано појављивање на састанку републиканаца у Дирингу у Њу Хемпширу је отказано након што је откривена његова антисемитска прошлост.

### Мајк Хакаби
На дан 28. фебруара 2011. у радио програму Стива Малцберга, Мајк Хакаби, кандидат за републиканску предсједничку номинацију 2008. изјавио је да је Обама одрастао у Кенији, као и: „вјероватно је одрастао слушајући да су Британци гомила империјалиста који су прогонили његовог дједу.“ Он је у ток шоуу The O'Reilly Factor, рекао да је погријешио и да је намјеравао да каже Индонезија, окарактерисавши свој коментар као „вербални гаф“.

### Мишел Бакман
У марту 2011. чланица Представничког дома — Мишел Бакман, у интервјуу са конзервативним радио водитељом — Џефом Кацом, изјавила је: „рећи ћу вам једну ствар, ако бих се икада кандидовала за предсједника Сједињених Држава, мислим да је прва ствар коју бих урадила у првој дебати да понудим мој родни лист, па да то скинемо са стола“. Претходно, у емисији Добро јутро Америко, када су је питали о Обамином поријеклу, одговорила: „па, то није на мени да изјављујем. То је на предсједнику да изјави.“

### Мајк Кофман
Дана 12. маја 2012. Мајк Кофман, конгресмен који се кандидовао за реизбор у Шестом конгресном округу Колорада, обратио се републиканском скупу прикупљања средстава у округу Елберт, на којем је навео да не зна гдје је Обама рођен и да је Обама у свом срцу све само не Американац. Кофман се извинио 16. маја, рекавши да је погријешио и да вјерује у Обамино држављанство и легитимитет као предсједника. У чланку у часопису Denver Post од 23. маја, Кофман је описао свој коментар као „неприкладан и безобразан“.

### Изборници из Аризоне
У децембру 2012. тројица од једанаест изборника из Аризоне који су гласали за Мита Ромнија, истакли су да сумњају у Обамино родно мјесто. Један од њих је био предсједник Републиканске партије Аризоне — Том Мориси, који је касније инсистирао на томе да није члан „рођених“, али је рекао да није убијеђен да је извод из матичне књиге рођених који је објавио Обама стваран.

## Политички утицај
Иако су тврдње о Обамином држављанству процијењене у кампањи Џона Макејна за предсједничке изборе 2008. и на крају одбачене, постале су значајно питање међу дијеловима политичке деснице. Активисти су безуспјешно лобирали код републиканских чланова Конгреса да одбију гласање на колегијуму изборника 2008. и блокирају Обамин избор када је дошао пред Конгрес ради сертификације 8. јануара 2009. године. До средине 2009. питање природно рођеног грађанина било је један од најбољих и најуноснијих извора прикупљања средстава за организације деснице које прикупљају средства путем директне поште и телемаркетинга. Интернет сајтови за петиције, као што је сајт Алана Киза, који је прикупљао потписе о питању извода из матичне књиге рођених, главни су извор за генерисање мејлинг листа покрета конзервативаца. Веб сајт WorldNetDaily објавио је више од 200 чланака на ту тему до јула 2009. и продавао је билборде, наљепнице за бранике и разгледнице са питањем „Гдје је извод из матичне књиге рођених?“ и сличним слоганима, у настојању да повећају зараду, након што су прије тога зарадили десетине хиљада долара.
Умјерени конзервативци су се убрзо нашли „бомбардовани стварима покрета рођених“. Демонстранти на протестима Покрета чајанка 2009. носили су натписе о издавању извода из матичне књиге рођених, од којих су неке препоручили организатори протеста. У инциденту који је изазвао широку медијску покривеност, умјерени републикански представник — Мајкл Касл, био је извиждан и извикан током састанка градске скупштине у Џорџтауну у Делаверу, у јулу 2009. када је рекао жени која протестује због Обаминог извода из матичне књиге рођених: „ако ту мислите на предсједника, он је држављанин Сједињених Држава“.

„Ево шта Републиканска странка треба да уради: морамо да кажемо да је то сулудо. Зато сам овдје да вам кажем да су они који мисле да је предсједник рођен негдје другдје осим на Хавајима луди... хајде да прекинемо ове којештарије и причамо о стварним разликама које имамо.“

— Републикански амерички сенатор Линдзи Грејам, 1. октобар 2009.
У емисији вијести NBC Nightly News, на телевизијској мрежи NBC објављено је да и други чланови Конгреса често добијају то питање; анонимни конгресмен рекао је у програму да није вољан да рекламира састанке своје градске скупштине из страха да ће ово питање заглушити све остало.
Бројни републикански законодавци предложили су законе и уставне амандмане на државном и савезном нивоу, како би се позабавили питањима која су покренули активисти за изводе из матичне књиге рођених. За неке републиканце је речено да „желе да то питање нестане“, јер га виде као сметњу. Демократски коментатори су критиковали оклијевање неких републиканаца да се дистанцирају од заговорника теорија завјере, сугеришући да „републикански званичници нерадо осуђују родоначелнике из страха да ће отуђити енергични дио базе своје странке“. Тим за прво читање програма NBC News, изјавио је: „права прича у свему овоме је да Републиканска партија тренутно има ВЕЛИКИ проблем са својом базом.“
Предсједник Републичког националног комитета — Мајкл Стил, објавио је саопштење преко свог портпарола у којем је речено: „предсједавајући Стил вјерује да је ово непотребно ометање и вјерује да је предсједник амерички држављанин.“
Политички аналитичар Марк Амбиндер из часописа The Atlantic и телевизије CBS News, рекао је да тај феномен иде у срж дилеме са којом се суочава Републиканска странка, изјавивши:
Републикански предсједнички кандидати треба да схвате како да распрше љуте ‚рођене‘, који ће се сигурно појавити и захтијевати њихову пажњу. Ако дају вјеродостојност рођенима, они не само да унапређују незнање, већ и издају ускост своје базе. Ако одбаце овај растући покрет, могли би да натјерају оне рођене да пронађу екстремније кандидате, што ће раскомадати републиканску политичку коалицију.
Политички аналитичар Ендру Саливан, за часопис The Sunday Times, написао је:
Демографија говори основну причу: црнац је предсједник и велика већина бијелих јужњака то не може да прихвати, чак ни 2009. Они прихватају теорије завјере како би пожељели да Обама — и Америка коју он представља — оде. Пошто бијели јужњаци чине све већи удио од 22% Американаца који себе и даље описују као републиканце, Републиканска странка не може ни да одбаци ту забуну нити да је пређе. Крило дефинише шта је остало од републиканског центра.
Представнички дом је 27. јула 2009. године донио резолуцију којом се обиљежава 50. годишњица државности Хаваја. Резолуција, која садржи језик којим се Хаваји признају као родна држава предсједника Обаме, усвојена је са свих 378 гласова за.

### Истраживања јавног мњења
У октобру 2008. године, анкета „Политичког пулса“ часописа Orange County Register, показала је да трећина републиканаца који су одговорили вјерује да је Обама рођен ван Сједињених Држава. Као резултат широко распрострањеног публицитета који је дат контроверзи о држављанству, 60% испитаника у истраживању Државног универзитета у Охају, спроведеном у новембру 2008. чуло је за ово питање, али је само 10% вјеровало тврдњама да Обама није рођен у САД.
Истраживање јавног мњења спроведено у августу 2009. показало је да 32% републиканаца у Вирџинији мисли да је Обама рођен у САД, 41% мисли да је рођен у иностранству, а преосталих 27% није сигурно.
У Јути, у августу 2009. према спроведеној анкети за Deseret News и телевизију KSL-TV, 67% становника Јуте прихватило је доказе да је Обама рођен у САД. Анкета је показала да они који не вјерују да је Обама рођен у Сједињеним Државама или не знају, претежно су средовјечни, са нижим приходима, републикански настројени појединци без факултетског образовања.
Анкета истраживачког центра Пу открила је да је 80% Американаца чуло за Обамине тврдње о држављанству до августа 2009. Анкета је показала значајну партијску подјелу у ставовима о извјештавању вијести, при чему је 58% демократа рекло да су оптужбе добиле превише пажње из медија. Републиканци су били склонији да кажу да су оптужбе добиле премало пажње, при чему је 39% изразило овај став, док је само 26% рекло да је питање добило превише пажње.
У онлајн анкети Harris Poll, спроведеној у марту 2010. године, од 2.320 одраслих, 25% испитаника је рекло да вјерује да Обама није рођен у Сједињеним Државама и да због тога нема право да буде предсједник. У анкети коју је спровео CNN у јулу 2010. године међу одраслим Американцима, 16% је рекло да сумња да је Обама рођен у Сједињеним Државама, а 11% да сигурно није.
Проценат оних који сумњају нагло је опао након што је предсједник Обама издао дуги образац извода из матичне књиге рођених у априлу 2011. године. У телефонској анкети коју је спровела организација  међу 1.018 одраслих особа у мају 2011. 5% испитаника је истекло да вјерује да је Обама „дефинитивно рођен у другој земљи”, 8% сматра да је „вјероватно рођен у другој земљи”, 47% вјерује да је „дефинитивно рођен у САД“, а 18% сматра да је „вјероватно рођен у САД“. По политичком опредјељењу, иста анкета је показала да 23% самоидентификованих републиканаца, 14% независних и 5% демократа вјерује да је Обама дефинитивно или вјероватно рођен у другој држави.
У јулу 2016. године, четири мјесеца прије него што је Доналд Трамп изабран за предсједника, према анкети коју је спровео NBC, 41% републиканаца је истакло да сматра да Обама није рођен у Сједињеним Државама, а 31% није имало мишљење.
Према студији из 2015. појединци који су имали ставове рођених, били су претежно конзервативни републиканци и имали су антицрначке ставове. Студија из 2019. открила је да су „међу бијелим Американцима вјеровања рођених на јединствен начин повезана са расним анимусом“.

### Дилема за републиканце
Пошто је дио републиканских гласача и њихових присталица покрета Чајанке вјеровао да Обама нема право да обавља јавну функцију, републиканци су се понекад нашли у дилеми између губитка подршке или нарушавања њиховог кредибилитета. Морали су да „иду танком линијом шаљивих присталица завјере без експлицитног довођења у питање Обаминог легитимитета.“ Други републиканци, укључујући бившег гувернера Минесоте — Тима Полентија и бившег сенатора Пенсилваније — Рика Санторума, отворено су одбацили тврдње о томе да је Обама рођен ван САД.
Мајкл Касл, тадашњи члан Представничког дома из Делавера, који се 2010. кандидовао за мјесто у Сенату које је напустио потпредсједник Џо Бајден, на састанку у градској скупштини, био је суочен са гласачима који су му се ругали јер је инсистирао да је Обама држављанин Сједињених Држава. Касл, један од водећих републиканских умјерених чланова у Представничком дому, касније је поражен од Кристин О’Донел, која је подржавала покрет Чајанке на републиканским предизборима. О‘Донел је касније изгубила опште изборе од демократског кандидата Криса Кунса.

## Коментари и критике
Заговорнике тврдњи које сумњају у мјесто рођења Обаме, критичари су назвали „рођенима“ и упоредили су их са „истинитима“, који заступају теорије завјере о 11. септембру. Лесли Саван из часописа The Nation, упоредила их је и са другим групама, укључујући оне који поричу слетање на Мјесец, холокауст или глобално загријавање, као и са онима из покрета Чајанке, који одбијају да вјерују да морају да плате порез и креационистима који вјерују да је Земља стара 6.000 година. Политичка коментаторка телевизије MSNBC — Рејчел Медоу, о „рођенима“ је изјавила:
Специфична нова врста америчких теоретичара завјере који вјерују да је прави проблем са Бараком Обамом као предсједником то што није могуће да је рођен у Сједињеним Државама. Он нема право да буде предсједник. Извод из матичне књиге рођених је лажан. Он је странац. Једном када ово буде разоткривено, претпостављам, биће отјеран из Бијеле куће...
Један дио конзервативних коментатора критиковао је заговорнике теорије и њихов утицај на шири конзервативни покрет. Водитељ ток шоуа — Мајкл Медвед, такође је био критичан, називајући их „најгорим непријатељем конзервативног покрета“ јер су због њих други конзервативци „изгледали болесни, узнемирени и неприкладни за цивилизовано друштво“. Конзервативна колумнисткиња — Ен Котлер, изјавила је да су они „само неколико манијака“.
Уредник часописа , одбацио је наводе о Обаминој квалификованости, написавши: „у питању је огромна завјера у коју су укључени Обамини родитељи, државни званичници, новински медији, Тајна служба, истраживачки центри и мноштво још неоткривених других који су од Обаминог рођења договарали да направе лажну евиденцију како би он на крају могао да тражи мјесто предсједника 47 година касније.“ Веб страница PolitiFact.com за провјеру чињеница часописа St. Petersburg Times, закључила је серију чланака о издавању сертификата о рођењу изјавом:
Не постоји ни трунке доказа који би оповргли закључак сајта PolitiFact.com да се кандидат зове Барак Хусеин Обама или који би подржао наводе да извод из матичне књиге рођених који је објавио није аутентичан. И то је тачно без обзира на то колико људи се држи неке сумње и користи интернет да подстакне свој урођени осјећај неповјерења.
У новембру 2008. коментатор и друштвени критичар — Камил Паљиа, критиковала је присталице покрета, наводећи да је то „брбљање и фанатично претјеривање“ теме, али је такође довела у питање Обамин одговор, изјавивши: „Обама је могао да оконча цијелу ствар прије неколико мјесеци тако што би јавно захтијевао од Хаваја да издају нови, дугорочни, овјерени сертификат и позвао неколико угледних новинара да прегледају документ и фотографишу га.“ У истом чланку, наведено је да је „кампања учинила да ‚кратки образац‘ буде доступан на сајту FactCheck.org.“
На сајту FactCheck.org написано је: „захтјев за образац за матичну књигу рођених одјељења за здравство Хаваја не даје могућност да затражите фотокопију вашег дугог обрасца извода из матичне књиге рођених, али њихов кратки образац има довољно информација да буде прихватљив Стејт департменту.“
У децембру 2008. године, Алекс Копелман је писао о валидности заједничког аргумента да Обама треба да објави копију свог пуног, оригиналног сертификата како би гласине и сумње нестале. Стручњаци за теорију завјере, рекли су Копелману да када се преданим завјереницима представи више података који разоткривају њихову теорију, они одбијају да прихвате нове доказе, на шта је он написао: „шта год се не може занемарити, може се изокренути да би се уклопило у наратив; свако ново откривање нечега што би, по правилу, требало да оконча контроверзу само отвара нова питања, идентификује нове завјеренике.“ Пошто је Обамино објављивање кратког обрасца само „подгријало грозницу завјереника“, Копелман је истакао да ће објављивање сертификата дугог формата „готово сигурно“ наставити круг гласина.
Као одговор на теорију да су Обамини баба и дједа можда поставили објаву о рођењу у новинама само да би њихов унук једног дана могао да буде предсједник, сајт FactCheck је објавио: „они који одлуче да крену тим путем треба прво да се опреме висококвалитетним шеширом од лимене фолије.“ Брукс Џексон, директор сајта, изјавио је: „све то одражава навалу параноичне невоље међу људима који не воле Барака Обаму и који желе да изборни резултати нестану.“ Чип Берлет, новинар који је проучавао ширење теорија завјере, изјавио је:
За неке људе, када њихова страна изгуби изборе, једино објашњење које им је логично, са којим могу да се носе, јесте да су злокобни, лоши, зли људи договорили неку врсту преваре.
Амерички политички писац — Дејна Милбанк, пишући за часопис The Washington Post, описао је теорију о држављанству Обаме Боба Шулца (предсједавајућег Фондације „Ми људи“, која је 2008. године јавно оспорила Обамино држављанство) као „приче из ескадре штапића и шешира“. Предсједнички изборник у Колораду — Камила Огер, одговарајући на лобирање чланова Колегијума изборника, изјавила је: „била сам забринута да има толико лудих људи у земљи, који износе депресивне, апсурдне оптужбе.“
Неки коментатори су тврдили да је расизам фактор који мотивише промовисање теорија завјере о Обамином држављанству, наводећи да су тврдње расистичка реакција на Обамин статус као првог афроамеричког предсједника Сједињених Држава. Џ. Ричард Кохен, предсједник Јужњачког правног центра за сиромашне, организације која прати групе које подстичу мржњу и екстремизам, послао је својим присталицама у јулу 2009. мејл, у којем је написао: „ову теорију завјере је измислио антисемита, а дистрибуирали су је расистички екстремисти, који не могу да прихвате чињеницу да је црнац изабран за предсједника.“ један академски психолог је изјавио да студија објављена у часопису Journal of Experimental Social Psychology, подржава закључак да је расизам одиграо улогу у стварању теорије завјере. Питање Доналда Трампа како је Обама добио пријем у двије институције Лиге бршљана, као и његов коментар „имам сјајан однос са црнцима“, навели су Дејвида Ремника, Дејвида Летермана и Била Махера, између осталих, да оптуже Трампа због расизма, као и повећане пажње на расу у односу на Обаму. У априлу 2011, Мерилин Давенпорт, активисткиња покрета Чајанке и чланица извршног комитета локалне организације републиканске странке округа Оранж, изазвала је контроверзу широм земље, када је мејлом послала фотографију која се сматра расистичком, а која је била уређена да прикаже Барака Обаму као дијете двије шимпанзе, на шта је додала натпис „сада знате зашто нема извода из матичне књиге рођених“. Након објављивања Обаминог дугог обрасца касније тог мјесеца, часопис The New York Times је објавио: „незамисливо је да је ова кампања да се господин Обама прикаже као подмукли ‚други‘ вођена против бијелог предсједника.“

## Законодавство и судски спор
Контроверза око Обаминог држављанства и подобности за предсједника навела је бројне републиканске државне и савезне законодавце да предложе закон који за циљ има да се од будућих предсједничких кандидата захтијева да објаве копије својих извода из матичне књиге рођених. Неки законодавци су такође подржали парницу против Обаме у вези са изводом из матичне књиге рођених, придруживши се као котужиоци.
Иако је Конгрес потврдио Обаму за изабраног предсједника 8. јануара 2009. а он је положио заклетву 20. јануара, парнице су се наставиле и током његовог предсједничког мандата. Бројни појединци и групе поднијели су државне или савезне тужбе, тражећи да се Обама дисквалификује са функције или да буде потврђен за предсједника или да га приморају да објави додатну документацију која се односи на његово држављанство. До средине децембра 2008. поднесено је најмање 17 тужби којима се оспорава Обамина квалификованост у разним државама, укључујући Сјеверну Каролину, Охајо, Пенсилванију, Хаваје, Конектикат, Њу Џерси, Тексас и Вашингтон. Ниједна таква тужба није резултирала одобравањем било какве олакшице тужиоцима од стране било ког суда; сви предмети су одбијени на нижим судовима, а три постизборне тужбе одбацио је Врховни суд.
У априлу 2011. године, законодавно тијело Аризоне постало је прво које је усвојило закон „који захтијева од предсједника Обаме и других предсједничких кандидата да докажу своје америчко држављанство прије него што се њихова имена појаве на гласачком листићу у држави“. На приједлог закона, ХБ 2177, Гувернерка Џен Бриор је 18. априла ставила вето.
Обама није први предсједник који је био предмет контроверзи око мјеста његовог рођења. Ендру Џексон је био предмет сличних тврдњи, иако вјероватно нису биле изнесене током његовог мандата. Неки су сматрали да је Честер А. Артур рођен ван Сједињених Држава, а његови подаци о рођењу су касније наводно фалсификовани како би се показало да је рођен у Вермонту.

## Утицај на предсједничке изборе 2012. и даље
У мају 2012. државни секретар Аризоне — Кен Бенет, затражио је од Хаваја да потврде да је Обама рођен тамо, како би се осигурало да има право да се појави на новембарском гласању. Након што је Бенет доказао да су му информације потребне као дио редовног тока службених послова, Хаваји су званично потврдили да се информације у копији Потврде о живом рођењу предсједника поклапају са оригиналним записом у њиховим досијеима. Касније истог мјесеца, Демократска партија државе Мисисипи затражила је од Хаваја да потврде да ли се дуги образац, која је постављен на веб страници Бијеле куће, поклапа са копијом у досијеу. Они су им доставили овјерену верификацију, која носи државни печат и која је потписана од стране државног регистратора — Алвина Т. Онаке, који је овјерио оба издата извода из матичне књиге рођених.
У септембру 2012, Државни одбор за приговоре државе Канзас, састављен од „троје најизабранијих републиканаца у држави“, одложио је поступање по петицији да се име Барака Обаме уклони са гласачког листића, тражећи информације од Хаваја у вези са његовим изводом из матичне књиге рођених; али касније су једногласно изгласали прихватање Обаминог држављанства и његово задржавање на државном гласачком листићу, упркос приговорима Орлија Тајца.

## Одговор Бијеле куће
Уобичајена тврдња међу онима који тврде да предсједник Обама није рођен на Хавајима је да би све сумње биле разријешене када би Обама објавио своју „дуги образац” извода из матичне књиге рођених. Међутим, коментатори су истакли да би то било штетно по Обаму. Они су навели да би то подстакло питања о томе зашто је требало толико времена да се објави документ, као и да би попуштање пред захтјевима његових политичких противника, охрабрило их, дајући им побједу. Такође, истакли су да би то отворило врата захтјевима за другим личним подацима који нису у вези са његовим изводом из матичне књиге рођених, али су ипак и Обама и његов секретар за штампу одговорили на питања новинара о томе.

### Одговор секретара за штампу
На крају конференције за штампу 27. маја 2009. године, репортер веб сајта WorldNetDaily — Лестер Кинсолвинг, питао је за Обамин родни лист. Секретар за штампу Бијеле куће — Роберт Гибс одговорио је: „на интернету је“, на шта је Кинсолвинг одговорио: „не, не, не – дугачки образац у којем се наводе његова болница и доктор“. Гибс је на то одговорио:
Лестере, ово питање ме на много начина и даље запрепашћује. Држава Хаваји је дала копију са печатом предсједниковог рођења. Знам да очигледно има најмање 400.000 људи који настављају да сумњају у постојање и потврду државе Хаваји о предсједниковом рођењу тамо, али то је на интернету, јер смо га ставили на интернет за сваког од тих 400.000 за преузимање.
На конференцији за штампу 27. јула 2009., водитељ радио ток шоуа — Бил Прес, питао је Гибса да ли има нешто што би могао да каже како би проблем нестао. Гибс је одговорио: „не. Мислим, Божја искрена истина је не, јер „ништа неће умирити оне који настављају да се баве оним направљеним, измишљеним глупостима упркос доказима које је Обама већ пружио.“
Дана 6. августа 2009. Гибс је рекао: „овај сценарио нисте могли да продате у Холивуду“, а тврдње је сматрао потпуно лудим, изјавивши:
Трудница напушта свој дом да би отишла у иностранство да би родила дијете – за које нема пасош – па је у дослуху са неким... да прокријумчари то дијете које раније није постојало на владиној листи, негдје назад у земљу и има невјероватну далековидност да објави објаве о рођењу у новинама на Хавајима? Све док се ово дешава у дослуху са онима на граници, све да би се неки клинац по имену Барак Обама могао кандидовати за предсједника 46 и по година касније.

### Одговор Барака Обаме
На националном молитвеном доручку у фебруару 2010, Обама је изјавио: „Сигурно можете да доведете у питање моју политику, а да не доведете у питање моју вјеру. Или моје држављанство.“ Он је о томе причао у августу 2010, у интервјуу са Брајаном Вилијамсом. Вилијамс га је питао шта мисли о чињеници да петина Американаца не вјерује да је рођен у Америци или да је хришћанин, на шта је Обама одговорио: „постоји механизам, мрежа дезинформација које у новој медијској ери могу стално да се избацују. Не могу све вријеме да проводим са изводом из матичне књиге рођених залијепљеним на чело.“
У интервјуу са Џорџом Стефанопулосом у априлу 2011. изјавио је: „мислим да је у последње двије и по године било напора да се изврши напад на мене на начин који је краткорочно политички примјерен за републиканце, али дјелује. Мислим да је проблем за њих када желе да се кандидују на општим изборима гдје се већина људи осјећа прилично увјерено да је предсједник рођен тамо гдје каже да јесте, на Хавајима. Он нема рогове. Можда се не слажемо са њим у неким питањима и можда бисмо жељели да знате да је стопа незапослености опадала брже и желимо да он зна свој план о цијенама гаса. Али ми заправо не бринемо о теоријама завјере или ... изводу из матичне књиге рођених. И тако ... ја мислим да им то представља проблем.“
Дана 27. априла 2011. године, након објављивања дугог обрасца, Обама је издао саопштење о „споредним емисијама и карневалским лајањима“, а затим је у сали за штампу Бијеле куће рекао: „знам да ће постојати дио људи за које шта год да објавимо, ово питање неће бити заустављено. Али обраћам се великој већини америчког народа, као и штампи. Немамо времена за ову врсту глупости. имамо боље ствари да радимо.“

#### Шаљива признања
Обама се у неколико прилика нашалио на рачун теорија завјере око његовог извода из матичне књиге рођених и држављанства. На дописничкој вечери у Бијелој кући 2010. рекао је да је неколико ствари које је у животу теже пронаћи и које је важније задржати од љубави, а затим додао: „па, љубав и извод из матичне књиге рођених.“
На Гридирон вечери 2011. Обама је о пјесми Бруса Спрингстина Born in the U.S.A. рекао: „неке ствари се једноставно понављају.“
Дана 17. марта 2011. на Дан светог Патрика, изјавио је: „сада, када говоримо о поријеклу, било је неких контроверзи око мог сопственог поријекла. Двије године од мог предсједничког мандата, неки су још увек наклоњени распродајама гласина о мом поријеклу. Тако да данас, желим да оставим све те гласине на миру. Истина је да је мој пра-пра-пра-прадеда заиста био из Ирске. Истина је. Из Монегала да будем прецизан. Не могу да вјерујем да морам да стално истичем ово.“
На дописничкој вечери у Бијелој кући 2011. након објављивања његовог дугог хавајског извода из матичне књиге рођених, изјавио да ће отићи корак даље и објавити свој званични видео о рођењу, који је заправо снимак са отварања Краља лавова (1994), у којем је Симба рођен у афричкој савани, након чега је поражено рекао: „о, добро. Вратимо се на почетак“. Затим је појаснио „Fox News столу“ да се стварно шалио и да би могли да контактирају компанију Disney за „оригиналну верзију дугачког формата“. Касније током године, Обамина кампања за реизбор, ставила је у продају шоље са сликом Обаме, са натписом „Произведено у САД“ и сликом извода из матичне књиге рођених. У кампањи је наведено: „заиста не постоји начин да потпуно нестане завјера око извода из матичне књиге рођених предсједника Обаме, па бисмо могли да се насмијемо томе – и да се побринемо да што више људи буде укључено у шалу.“
На дан 17. јануара 2012. године, током телевизијског одавања почасти глумици Бети Вајт на њен 90. рођендан, Обама је снимио дио гдје јој је написао писмо у којем је рекао да, с обзиром на њен изглед и виталност, не само да није могао да вјерује да има 90 година, већ није повјеровао и затражио је да види њену крштеницу.